# Luis Rodríguez (producent)
Luis Rodríguez (ur. 1948) – hiszpański piosenkarz, producent muzyczny, kompozytor i aranżer.
W latach 1984–2002 był współproducentem (obok Dietera Bohlena) nagrań grupy Modern Talking. Poza tym brał udział w takich projektach jak: Blue System, C.C. Catch oraz Fun Factory. Obecnie mieszka na Majorce, gdzie otworzył nowe Studio 33.
Jest mężem niemieckiej piosenkarki Lian Ross.

## Single
- 1975 „Rose Von Valencia”
„Geh Noch Nicht Nach Hause”
- 1978 „Mujer / Ana”
- 1979 „Shady Lady Baby Doll / Highway Queen”
- 1980 „Trinidad”
- 1983 „Niña”